# Iglesia de San Mateo (Cáceres)
La iglesia de San Mateo es un templo religioso de culto católico y bajo la advocación de San Mateo, Apóstol y Evangelista situado en el recinto monumental de la ciudad de Cáceres, en la provincia homónima, en España.
Desde 1982 está declarado Monumento Histórico Artístico.

## Historia
Comenzada en el siglo XVI, se alza sobre un solar ocupado siglos atrás por una mezquita, primero, y otra iglesia cristiana, después. Dirigieron la obra, Esteban de Lezcano, primero, Pedro Ezquerra a comienzos del siglo XVI, Pedro de Marquina después y Pedro de Ibarra, quien concluyó la obra. La capilla de los Sande fue realizada por Rodrigo Gil de Hontañón y la portada, del gran maestro Guillén Ferrán, es de estilo plateresco.

## Descripción
Es un templo de estilo gótico, está formada por un arco carpanel flanqueado por columnas en cuyas enjutas aparecen dos medallones con las efigies de San Pedro y San Pablo, a la izquierda, y derecha respectivamente. En el centro del friso se encuentra San Mateo. La torre, sobria y carente de adornos, último elemento construido, data de 1780.
Consta de una sola nave, el retablo del altar mayor, de pino sin policromar, al estilo extremeño, se atribuye a Vicente Barbadillo. Destacan dentro del mismo las figuras policromadas de las hornacinas, como el Niño de la Congregación.
En las capillas destacan los enterramientos de numerosos nobles cacereños, sobre todo de la familia de los Ovando. La capilla de San Juan Bautista alberga el Cristo de la Encina, un lienzo que relata un milagro acaecido en América. En la capilla de San Benito se encuentra una Dolorosa realizada en 1952, replica de la de Gregorio Fernández, de la Cofradía de la Vera Cruz.
Cabe destacar que el reloj que podemos apreciar no es suyo en origen sino que fue trasladado de la torre Bujaco, la cual se llamó durante un tiempo también "torre del reloj"porque desde finales del siglo XVI a finales del siglo XVIII servía de orientación temporal a aquellos vivían en la plaza pública y se dedicaban al comercio.